# Lygten Station
Lygten Station (København L) er en stationsbygning i Københavns nordvestkvarter, der oprindeligt fungerede som endestation for Slangerupbanen fra dens opførelse i 1906 indtil 24. april 1976, hvor banen omlagdes til Svanemøllen Station i forbindelse med banens omdannelse til S-bane året efter. Den er placeret ved siden af den nuværende Nørrebro Station og blev tegnet af Statsbanernes overarkitekt Heinrich Wenck. I 1992 blev bygningen fredet.
Stationsbygningen husede frem til 2013 Miljøcenter Bispebjerg, og danner nu ramme for kultur i og for København. Siden 2007 har FilmStationen hver anden uge omdannet stationen til biograf, og i sensommeren 2008 blev stationsbygningen lanceret som nyt kulturhus med navnet Lygten Station, der blandt andet arrangerer koncerter, standupcomedy og andre kulturelle arrangementer i den gamle station. Frem til 2019-06 afholdt Dansk Jernbane-Klubs lokalafdeling DJK Hovedstadsområdet medlemsmøder i stationsbygningen og bevarede derved på sin vis forbindelsen med fortiden.
I løbet af sommeren 2013 blev der lagt op til, at Lygten Station skulle lukkes som kulturhus pr. 1. januar 2014 som følge af sparekrav fra Københavns Kommune. På et møde i Kultur- og Fritidsudvalget 15. august 2013 tilkendegav et flertal imidlertid, at Lygten Station skulle bevares som kultursted.
Ved siden af stationen løber vejen Lygten, der forbinder Nørrebrogade/Frederikssundsvej med Tagensvej og løber forbi Nørrebro Bycenter, som ligger hvor stationens spor og perron i sin tid var. Lygten er opkaldte efter Lygteåen – en del af Ladegårdsåen – der nu løber i rør under asfalten. På den modsatte side af Lygten er der oprettet en lovlig graffitivæg.